# Louise Fréchette

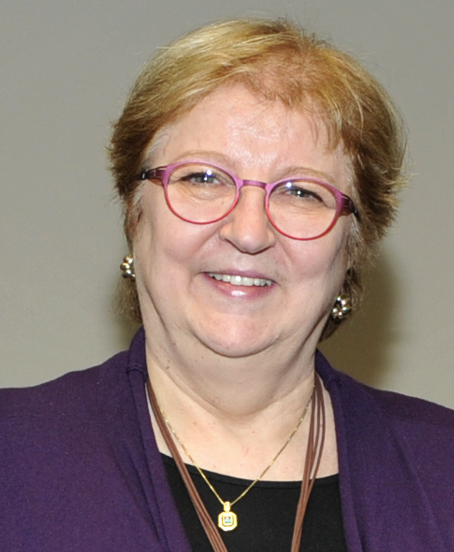
Louise Fréchette (2003)

Louise Fréchette OC (* 16. Juli 1946 in Montreal) ist eine kanadische Politikerin und Diplomatin. Von 1998 bis 2006 war sie erste stellvertretende Generalsekretärin der Vereinten Nationen.

## Ausbildung
Sie studierte in Montreal Geschichte. Am College of Europe in Brügge erwarb sie zusätzlich ein Diplom in Wirtschaft.

## Karriere
1971 ging Fréchette in den diplomatischen Dienst. Ab 1973 arbeitete sie in der kanadischen Botschaft in Athen. 1975 wechselte sie in die Westeuropa-Abteilung des kanadischen Außenministeriums. 1979 kam sie als Beraterin der ständigen Vertretung Kanadas bei den Vereinten Nationen nach Genf. 1982 wurde sie im kanadischen Außenministerium Leiterin für Europaangelegenheiten. Von 1982 bis 1983 war sie stellvertretende Leiterin der Abteilung für Handelspolitik. 1985 wurde sie als Botschafterin nach Argentinien gesandt. 1988 wurde sie zur Vizeministerin für Lateinamerika und die Karibik und 1991 zur Vizeministerin für Wirtschaft und Handel ernannt. Ab 1992 war sie Verwaltungschefin der UN-Friedenstruppen und Gesandte der Vereinten Nationen. 1994 wurde sie zur kanadischen Vizefinanzministerin und 1995 zur Vizeministerin für Verteidigung berufen. UN-Generalsekretär Kofi Annan ernannte Louise Fréchette im Januar 1998 für das neugeschaffene Amt seiner Stellvertreterin. 2006 trat sie von ihrem Posten zurück, da sie von den USA wegen des Öl-für-Lebensmittel-Programms (OFFP) von 1995 stark kritisiert wurde, das dem Irak trotz der 1990 von den UN erlassenen Wirtschaftssanktionen ermöglichen sollte, auf dem Weltmarkt Öl gegen humanitäre Güter einzutauschen.

## Auszeichnungen
Louise Fréchette ist Offizierin des Order of Canada. Es trägt eine Ehrendoktorwürde der Universität Laval.